# Шамшин, Михаил Никитич
Михаи́л Ники́тич Шамши́н (15 [26] мая 1777, Санкт-Петербург, Российская империя — 24 марта [5 апреля] 1846, там же) — русский живописец-портретист, ученик Степана Щукина, представитель петербургского академизма александровской эпохи; отец исторического живописца Петра Шамшина. Академик Императорской Академии художеств (с 1812; ассоциированный член — «назначенный» с 1811), титулярный советник.

## Биография
Получил образование в Императорской Академии художеств, куда был определён воспитанником в возрасте шести лет (1783). Окончил обучение в Академии художеств (1797) с аттестатом 2-й степени и шпагой. Посвятив себя частной работе, исполненными им прекрасными портретами скоро приобрёл в Петербурге известность. В 1808 году начал хлопоты о принятии на службу по ведомству Гоф-Интендантской конторы. Хлопоты его увенчались успехом, он был зачислен на службу (21 марта 1808) в качестве учителя рисования в находившейся при конторе школе. В июне 1808 года был утверждён в первом классном чине. Однако новые обязанности не заставили его прекратить свои частные работы. За одну из них, «Портрет старухи», Академия художеств допустила его к конкурсу на звание академика, присвоив звание «назначенного в академики». В качестве программы 27 февраля 1812 года Академия предложила Шамшину написать поколенный портрет профессора скульптуры И. П. Прокофьева. Портрет был мастерски исполнен (находился в музее Академии художеств; после революции был передан в Русский музей, восстановлен в музее Академии художеств в 1946 году), и 1 сентября 1812 года Шамшин получил звание академика.
Умер уже находясь в отставке (1846). Был похоронен на Смоленском православном кладбище; могила утрачена.

## Галерея

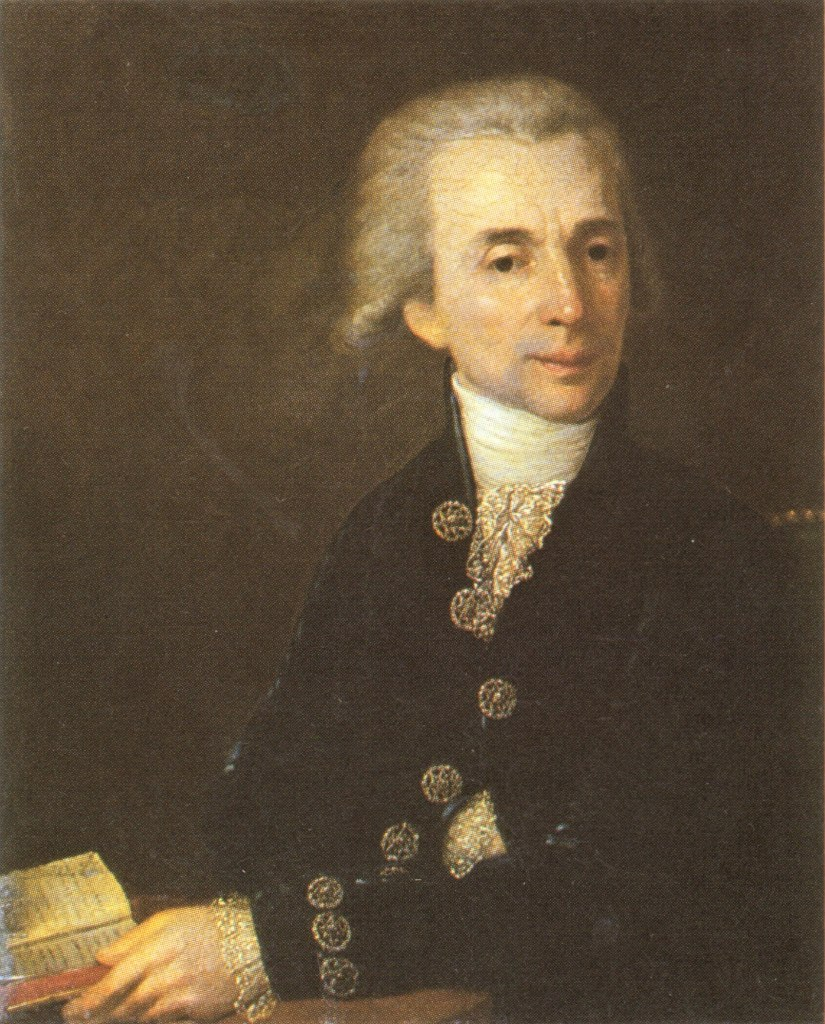
И. Д. Прянишников. 1801 Холст, масло. 72 × 58 см Русский музей, Санкт-Петербург
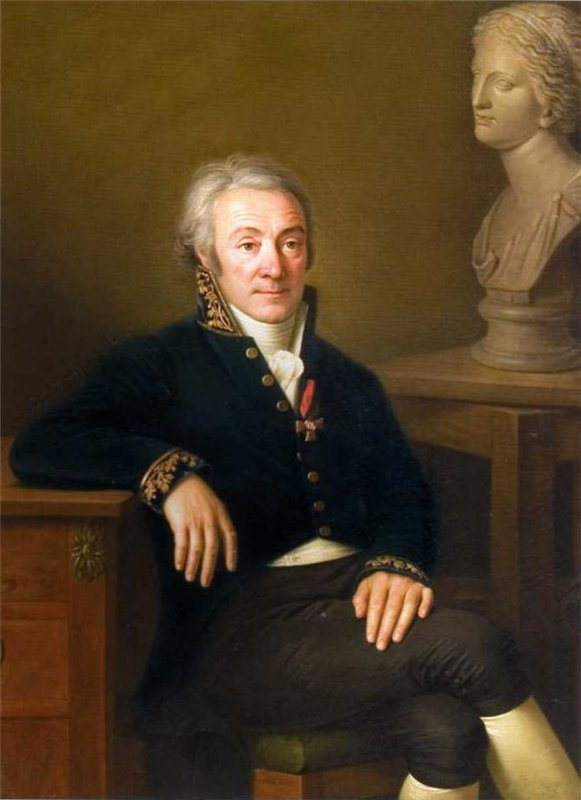
И. П. Прокофьев. 1812 Холст, масло. 132 × 102 см Музей Российской академии художеств, Санкт-Петербург
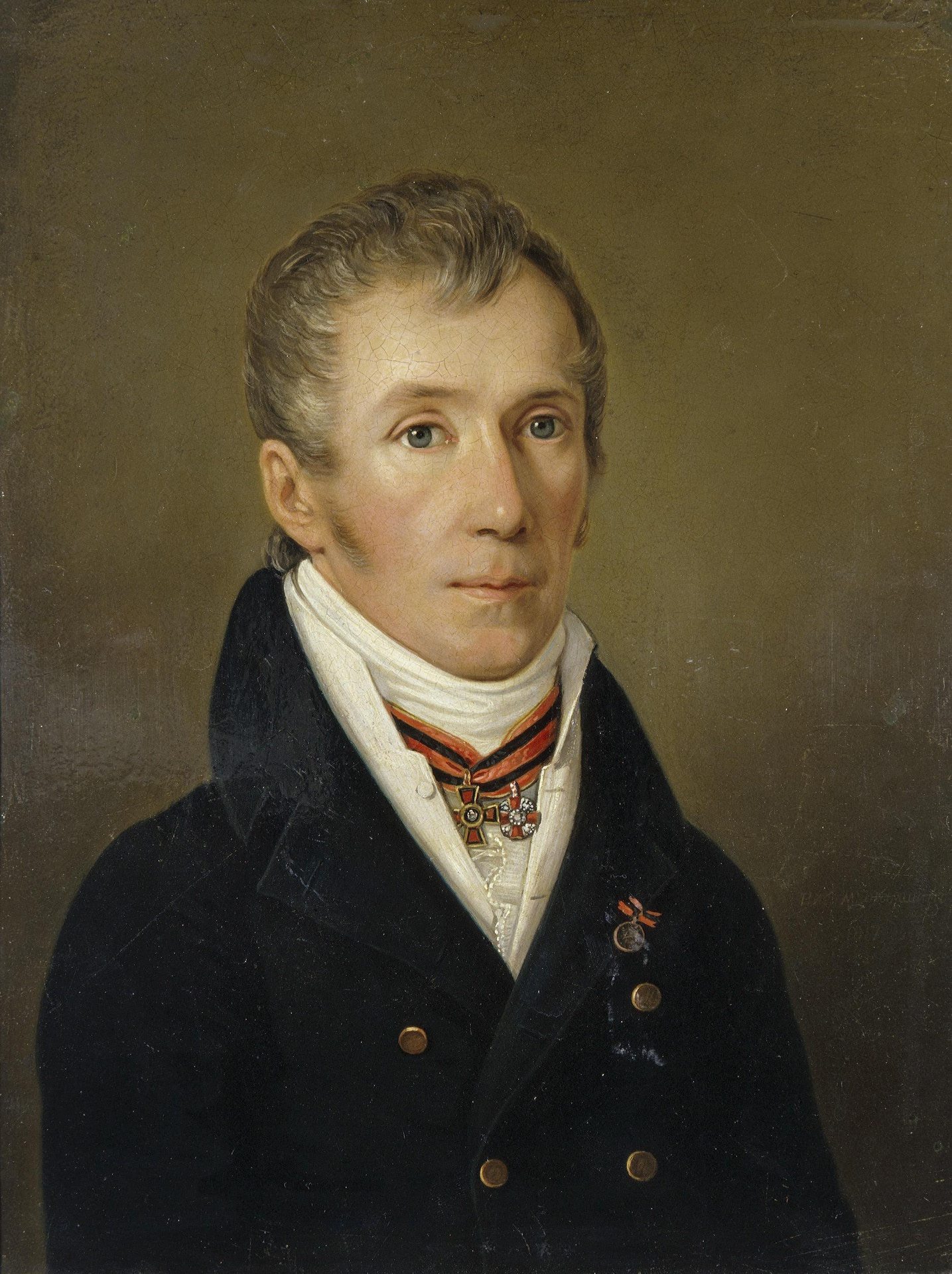
Портрет неизвестного (по устаревшей атрибуции — А. Н. Оленин). 1817 Медь, масло. 38 × 29 см Эрмитаж, Санкт-Петербург